# ジャスティス (1979年の映画)
『ジャスティス』（...And Justice for All）は、1979年のアメリカ映画。
若き弁護士が、腐敗した法曹界の真実を問おうとする法廷ドラマ。監督はノーマン・ジュイソン。主演はアル・パチーノ。バリー・レヴィンソンと当時の妻であったヴァレリー・カーティンの共同脚本。第52回アカデミー賞では主演男優賞と脚本賞の候補となった。

## ストーリー
舞台はボルチモア、弁護士アーサー（アル・パチーノ）はお為ごかしを嫌い、血の通った法を信条とする熱血漢であった。そのため、厳格なる法の遵守を旨とする裁判官フレミング判事（ジョン・フォーサイス）と何度となく対立していた。
アーサーは投獄中の若者ジェフ（トーマス・G・ウェイツ）の冤罪を信じるゆえ、その行き過ぎた行動から査問会に呼ばれる。また新たにラルフ（ロバート・クリスチャン）という黒人青年の量刑を軽くしようと動き出した矢先、フレミング判事が強姦罪で告訴される。相棒の弁護士ジェイ（ジェフリー・タンバー）や同僚たちはここぞとばかり、彼を有罪だと揶揄する。しかも、フレミング判事が弁護人として指名してきたのは誰からぬアーサーであり、そこには周到に計算された政治力学があった。一度は依頼を断ったアーサーであったが、奇人として有名な友人レイフォード判事（ジャック・ウォーデン）や、査問会のメンバーであり、恋仲になりつつあった女性弁護士ゲイル（クリスティン・ラーティ）の忠告もあり、ジェフの保釈を条件にフレミング判事の弁護を引き受ける。それは祖父サム（リー・ストラスバーグ）の切望した通りの弁護士となったアーサーに、法の矛盾やあるべき正義を見極めんとする倫理観との戦いを強いることになる。

## キャスト
※括弧内は日本語吹替（日本テレビ版。ソフト未収録）
- アーサー・カークランド：アル・パチーノ（野沢那智[4]）
- フランシス・レイフォード判事：ジャック・ウォーデン（あずさ欣平）
- ヘンリー・T・フレミング判事：ジョン・フォーサイス（中村正）
- サム・カークランド：リー・ストラスバーグ（千葉順二）
- ジェイ・ポーター：ジェフリー・タンバー（嶋俊介）
- ゲイル・パッカー：クリスティーン・ラーティ（吉田理保子）
- アーニー（祖父の友人）：サム・レヴィーン（谷口節）
- ラルフ・アギー：ロバート・クリスチャン
- ジェフ・マッカラー：トーマス・G・ウェイツ（田中亮一）
- ウォーレン・フレネル（アーサーの同僚）：ラリー・ブリッグマン（小島敏彦）
- フランク・バウワース（検事）：クレイグ・T・ネルソン（若本規夫）
- その他声の出演 - 辻村真人、石井敏郎、丸山詠二、横尾まり、佐藤正治、郷里大輔、島香裕、大滝進矢、牧章子、峰あつ子、津田英三、石塚運昇
- 日本語版スタッフ - 演出：小林守夫、翻訳：井場洋子、調整：丹波晴道、効果：遠藤堯雄、桜井俊哉

## 音楽バンドへの影響
アメリカ出身のスラッシュメタル及びヘヴィメタルバンドメタリカがこの映画のタイトルにインスパイアされている。アルバム「メタル・ジャスティス」のタイトル及びタイトル・ナンバーに使用された。